# Agnes Scott College
Agnes Scott College är ett privat liberal arts college för kvinnor i Decatur i Georgia i USA, grundat år 1889 som Decatur Female Seminary av presbyterianprästen Frank H. Gaines. Namnbytet till Agnes Scott Institute skedde året därpå och det nuvarande namnet Agnes Scott College togs i bruk år 1906. Agnes Scott var mor till överste George Washington Scott som var skolans främsta välgörare vid tidpunkten av grundandet.
Höstterminen 2004 hade Agnes Scott College för första gången över 1 000 studenter. Bland alumner finns den första kvinnliga presbyterianprästen i USA och den första kvinnliga chefsdomaren i South Carolinas högsta domstol. Även Floridapolitikern Katherine Harris har studerat vid Agnes Scott College.
Agnes Scott College har ofta förekommit på film, bland annat som inspelningsplats för Why Did I Get Married?, Road Trip: Beer Pong, The Blind Side och Big Mommas: Sådan far, sådan son. Det historiska campusområdet upptogs år 1994 i National Register of Historic Places.